# 234
El año 234 (CCXXXIV) fue un año común comenzado en miércoles del calendario juliano, en vigor en aquella fecha.
En el Imperio romano el año fue nombrado como el del consulado de Pupieno y Sila o, menos comúnmente, como el 987 Ab urbe condita, siendo su denominación como 234 posterior, de la Edad Media, al establecerse el Anno Domini.

## Acontecimientos

### Imperio Romano
- El emperador Alejandro Severo compra la paz a los alamanes. Este acto aumenta su fama de incapacidad y su impopularidad, que lleva a su asesinato el año siguiente.
- Pupieno, que será emperador romano brevemente en 238, ejerce el consulado.

### Asia
- Zhuge Liang del reino de Shu se embarca en su última expedición septentrional contra el reino de Wei.

## Fallecimientos
- Zhuge Liang, estratega chino.
- Cotis III del Bósforo, rey de Bósforo.